# إيزاو ناكاجيما
إيزاو ناكاجيما (باليابانية: 中島功) هو سباح ياباني، ولد في 1 فبراير 1941.

## وصلات خارجية
- إيزاو ناكاجيما على موقع الاتحاد الدولي للسباحة (الإنجليزية)
- إيزاو ناكاجيما على موقع أوليمبيديا (الإنجليزية)